# Aleuropleurocelus pallidus
Aleuropleurocelus pallidus es un hemíptero de la familia Aleyrodidae, subfamilia Aleyrodinae.
Fue descrita científicamente por primera vez por Vicente Emilio Carapia Ruiz y Oscar Ángel Sánchez Flores en Carapia Ruiz y Sánchez Flores. 2019

## Etimología
El epíteto específico pallidus se refiere a la coloración en vivo.

## Hospedero
Ipomoea arborescens (Humb. & Bonpl. ex Willd.) G.Don.

## Distribución
México: Morelos, Puebla, y Guerrero.